# یواس‌اس لوراین (پی‌اف-۹۳)
یواس‌اس لوراین (پی‌اف-۹۳) (به انگلیسی: USS Lorain (PF-93)) یک کشتی بود که طول آن ۳۰۳ فوت ۱۱ اینچ (۹۲٫۶۳ متر) بود. این کشتی در سال ۱۹۴۴ ساخته شد.